# Stötvågsbehandling

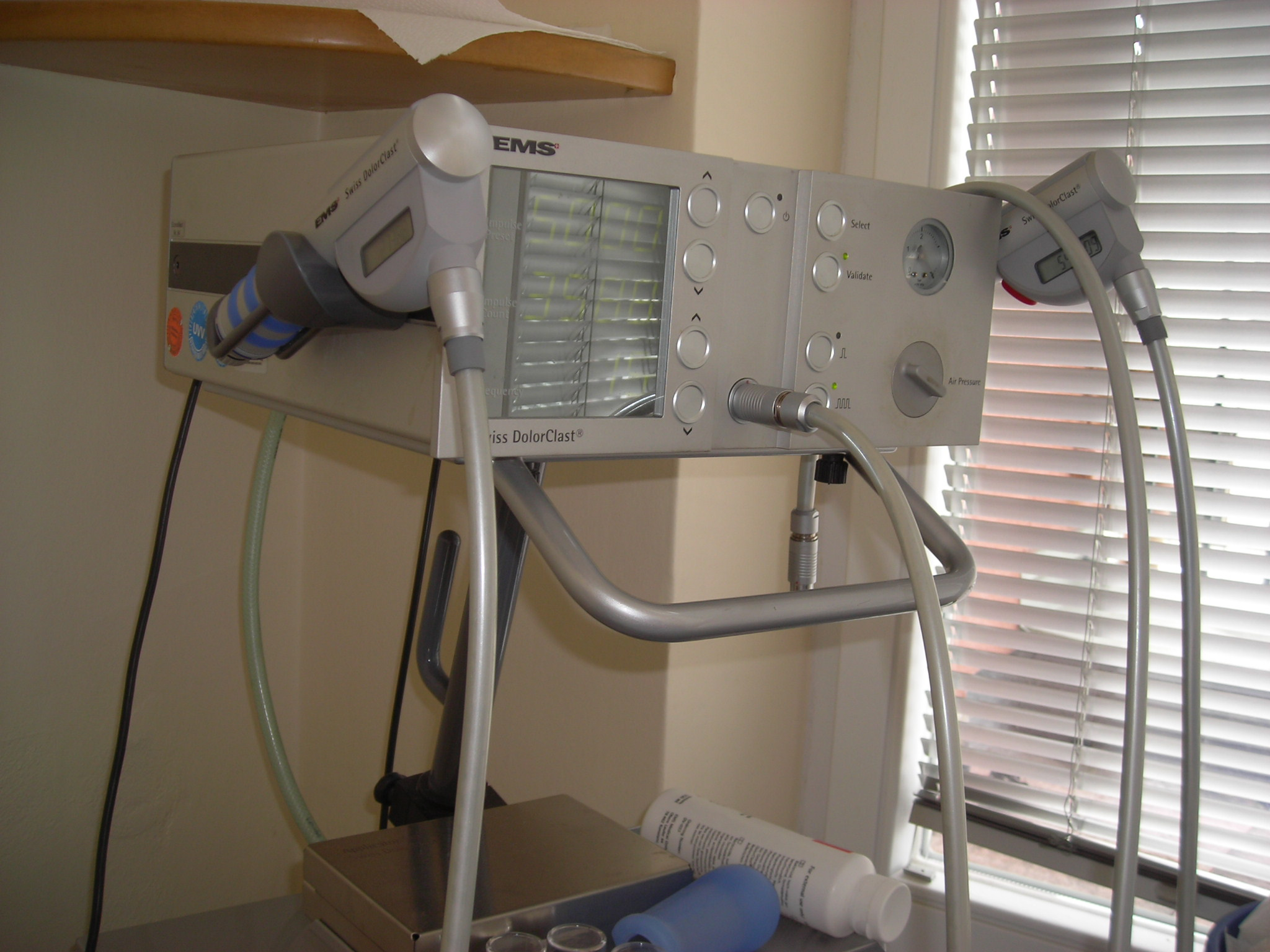

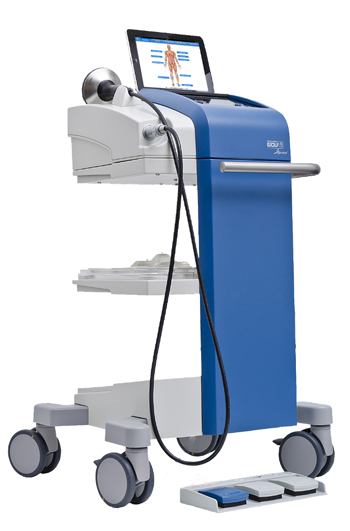

Stötvågsbehandling, av engelskans Extracorporeal shockwave therapy (ESWT), är en medicinsk behandlingsform. En kompressor genererar pneumatisk energi vilken överförs via en löpande kula till ett munstycke ("applikator") som genererar stötvågor ner i vävnaden.

## Historik
Behandlingsmetoden introducerades först 1982 inom den medicinska disciplinen urologi. Metoden blev snabbt populär då den visade sig effektiv vid behandling av njursten. Senare under 1980-talet visades att behandlingen kunde påverka frakturläkning. Den mesta ortopediskt inriktade forskningen har dock fokuserat på behandlingens effekt på tendinopatier i övre och undre extremiteter.

## Funktion
Stötvågor är ljudvågor som karakteriseras av att de är icke linjära, har ett snabbt stigande tryck följt av en låg utdragen amplitud, kort stigtid och kort duration (10 ms). De har en enkel puls, ett brett frekvensområde (0-20 MHz) och en hög tryckamplitud (0-120 MPa). De här egenskaperna ger en positiv och en negativ fas av stötvågen. De positiva faserna producerar direkta mekaniska krafter, medan de negativa faserna genererar kavitation och gasbubblor som sedan imploderar i hög hastighet och genererar en andra våg av stötvågor.

## Användningsområde
Behandlingsmetoden har på senare år blivit populär som del i behandling på företrädesvis tendinopatier. Men det vetenskapliga underlaget är knapphändigt enligt SBU som här uttalar sig om besvär i axel, armbåge och knä.
Man kan få behandling med stötvåg (ESVL) man man har njursten